# Ronde van Italië 2015/Zesde etappe
De zesde etappe  van de Ronde van Italië 2015 werd verreden op 14 mei 2015. De renners reden een vlakke rit van 183 kilometer van Montecatini Terme naar Castiglione della Pescaia. Onderweg lagen wat kleine klimmetjes, waarvan er een meetelde voor het bergklassement. De Duitser André Greipel won de rit door in een massasprint zes Italianen voor te blijven.

## Verloop
De Pool Marek Rutkiewicz en de Roemeen Eduard-Michael Grosu trokken direct na de start ten strijde. Na de eerste tussensprint (gewonnen door Grosu) voegden drie Italianen - Marco Bandiera, Alessandro Malaguti en Alan Marangoni - zich bij de twee, zodat er een kopgroep van vijf ontstond. De bergsprint was een prooi voor Malaguti en Bandiera nam de tweede tussensprint voor zijn rekening. Het vijftal had echter nooit zicht op de ritzege, omdat de Lotto Soudal-ploeg het peloton aanvoerde en de voorsprong nooit groter liet worden dan vijf minuten.
Op vijftien kilometer van de meet werd de kopgroep ingelopen en kon de voorbereiding van de sprint beginnen. In de slotfase waren het de treintjes van Giant-Alpecin (voor hun Sloveense sprinter Luka Mezgec), Lampre-Merida (voor Sacha Modolo) en Lotto Soudal (voor André Greipel) die het hoogste woord voerden. In de sprint bleek er geen maat de staan op Greipel: de Duitser rondde het werk van zijn ploeggenoten af en verwees de Italianen Matteo Pelucchi en Sacha Modolo met bijna een fietslengte voorsprong naar de overige podiumplaatsen. De sprint werd echter ontsierd door een val van Daniele Colli. Hij kwam in aanraking met de lens van het fototoestel van een onachtzame toeschouwer, wat hem een armbreuk opleverde waardoor hij de volgende rit niet meer kon starten. Ook klassementsleider Alberto Contador werd het slachtoffer van de valpartij. De schouder van de Spanjaard raakte uit de kom en hoewel hij wel op het podium kwam om een nieuwe roze trui op te halen, lukte het hem niet om deze ook aan te trekken. Bij zijn ploeg zou men bij de start van de volgende etappe beslissen of hij nog zou starten.

### Tussensprints
| Tussensprint Altopascio na 14,6 km |                      |        |
| Plaats                             | Naam                 | Punten |
| Winnaar                            | Eduard-Michael Grosu | 20     |
| 2                                  | Marek Rutkiewicz     | 12     |
| 3                                  | Elia Viviani         | 8      |
| 4                                  | Giacomo Nizzolo      | 6      |
| 5                                  | Daniele Colli        | 4      |
| 6                                  | Boy van Poppel       | 3      |
| 7                                  | Bernhard Eisel       | 2      |
| 8                                  | Marco Coledan        | 1      |

| Tussensprint Ribolla na 148,9 km |                      |        |
| Plaats                           | Naam                 | Punten |
| Winnaar                          | Marco Bandiera       | 20     |
| 2                                | Marek Rutkiewicz     | 12     |
| 3                                | Alessandro Malaguti  | 8      |
| 4                                | Alan Marangoni       | 6      |
| 5                                | Eduard-Michael Grosu | 4      |
| 6                                | Giacomo Nizzolo      | 3      |
| 7                                | Elia Viviani         | 2      |
| 8                                | Bernhard Eisel       | 1      |

### Bergsprint
| Beklimming Pomarance na 90,3 km | Beklimming Pomarance na 90,3 km | 4e cat. 6,3 km à 4,4% | 4e cat. 6,3 km à 4,4% |
| Plaats                          | Naam                            | Punten                |                       |
| Winnaar                         | Alessandro Malaguti             | 3                     |                       |
| 2                               | Marco Bandiera                  | 2                     |                       |
| 3                               | Alan Marangoni                  | 1                     |                       |

### Meeste kopkilometers
| Naam                 | Kilometers |
| -------------------- | ---------- |
| Marek Rutkiewicz     | 168        |
| Eduard-Michael Grosu | 168        |

De dagprijs ging naar Rutkiewicz omdat hij (60) hoger in de rituitslag eindigde dan Grosu (164).

## Uitslag
| Montecatini Terme - Castiglione della Pescaia (183 km) |                     |                         |          |
| Plaats                                                 | Naam                | Ploeg                   | Tijd     |
| Winnaar                                                | André Greipel (E)   | Lotto Soudal            | 4u19'42" |
| 2                                                      | Matteo Pelucchi     | IAM                     | z.t.     |
| 3                                                      | Sacha Modolo        | Lampre-Merida           | z.t.     |
| 4                                                      | Manuel Belletti     | Southeast               | z.t.     |
| 5                                                      | Giacomo Nizzolo     | Trek Factory Racing     | z.t.     |
| 6                                                      | Alessandro Petacchi | Southeast               | z.t.     |
| 7                                                      | Elia Viviani        | Team Sky                | z.t.     |
| 8                                                      | Luka Mezgec         | Giant-Alpecin           | z.t.     |
| 9                                                      | Nicola Ruffoni      | Bardiani CSF            | z.t.     |
| 10                                                     | Davide Appollonio   | Androni Giocattoli-Sid. | z.t.     |
| 11                                                     | Moreno Hofland      | LottoNL-Jumbo           | z.t.     |
| 12                                                     | Kévin Reza          | FDJ                     | z.t.     |
| 13                                                     | Aleksandr Porsev    | Katjoesja               | z.t.     |
| 14                                                     | Juan José Lobato    | Movistar                | z.t.     |
| 15                                                     | Grega Bole          | CCC Sprandi Polkowice   | z.t.     |

## Klassementen
| Algemeen klassement |                   |                   |           |
| Plaats              | Naam              | Ploeg             | Tijd      |
| Roze trui           | Alberto Contador  | Tinkoff-Saxo      | 20u25'36" |
| 2                   | Fabio Aru         | Astana            | +2"       |
| 3                   | Richie Porte      | Team Sky          | +20"      |
| 4                   | Roman Kreuziger   | Tinkoff-Saxo      | +22"      |
| 5                   | Dario Cataldo     | Astana            | +28"      |
| 6                   | Esteban Chaves    | Orica-GreenEdge   | +37"      |
| 7                   | Giovanni Visconti | Movistar          | +56"      |
| 8                   | Mikel Landa       | Astana            | +1'01"    |
| 9                   | Davide Formolo    | Cannondale-Garmin | +1'15"    |
| 10                  | Andrey Amador     | Movistar          | +1'18"    |

| Puntenklassement |                 |                         |        |
| Plaats           | Naam            | Ploeg                   | Punten |
| Rode trui        | André Greipel   | Lotto Soudal            | 75     |
| 2                | Elia Viviani    | Team Sky                | 73     |
| 3                | Marco Frapporti | Androni Giocattoli-Sid. | 40     |
| 4                | Giacomo Nizzolo | Trek Factory Racing     | 40     |
| 5                | Moreno Hofland  | LottoNL-Jumbo           | 40     |

| Bergklassement |                  |                   |        |
| Plaats         | Naam             | Ploeg             | Punten |
| Blauwe trui    | Jan Polanc       | Lampre-Merida     | 15     |
| 2              | Pavel Kotsjetkov | Katjoesja         | 15     |
| 3              | Davide Formolo   | Cannondale-Garmin | 14     |
| 4              | Edoardo Zardini  | Bardiani CSF      | 14     |
| 5              | Diego Ulissi     | Lampre-Merida     | 12     |

| Jongerenklassement |                        |                   |           |
| Plaats             | Naam                   | Ploeg             | Tijd      |
| Witte trui         | Fabio Aru              | Astana            | 20u25'38" |
| 2                  | Esteban Chaves         | Orica-GreenEdge   | +35"      |
| 3                  | Davide Formolo         | Cannondale-Garmin | +1'13"    |
| 4                  | Francesco M. Bongiorno | Bardiani CSF      | +15'43"   |
| 5                  | Jan Polanc             | Lampre-Merida     | +17'16"   |

| Ploegenklassement (tijd) |              |           |
| Plaats                   | Ploeg        | Tijd      |
| 1                        | Astana       | 60u39'05" |
| 2                        | BMC          | +43"      |
| 3                        | Team Sky     | +2'23"    |
| 4                        | Tinkoff-Saxo | +3'43"    |
| 5                        | Movistar     | +5'14"    |

| Ploegenklassement (punten) |                 |      |
| Plaats                     | Ploeg           | Tijd |
| 1                          | Orica-GreenEdge | 169  |
| 2                          | Astana          | 127  |
| 3                          | BMC             | 100  |
| 4                          | Team Sky        | 98   |
| 5                          | Southeast       | 98   |

### Overige klassementen
| Tussensprintklassement |                  |                         |        |
| Plaats                 | Naam             | Ploeg                   | Punten |
| 1                      | Philippe Gilbert | BMC                     | 20     |
| 2                      | Serghei Țvetcov  | Androni Giocattoli-Sid. | 20     |
| 3                      | Marco Frapporti  | Androni Giocattoli-Sid. | 20     |

| Combativiteitsklassement |                  |                 |        |
| Plaats                   | Naam             | Ploeg           | Punten |
| 1                        | Jan Polanc       | Lampre-Merida   | 16     |
| 2                        | Philippe Gilbert | BMC             | 14     |
| 3                        | Simon Clarke     | Orica-GreenEdge | 13     |

| Strijdlustklassement |                      |                       |        |
| Plaats               | Naam                 | Ploeg                 | Punten |
| 1                    | Marek Rutkiewicz     | CCC Sprandi Polkowice | 168    |
| 2                    | Eduard-Michael Grosu | Nippo-Vini Fantini    | 168    |
| 3                    | Łukasz Owsian        | CCC Sprandi Polkowice | 166    |

| Azzurri d'Italia |                |                   |        |
| Plaats           | Naam           | Ploeg             | Punten |
| 1                | André Greipel  | Lotto Soudal      | 5      |
| 2                | Davide Formolo | Cannondale-Garmin | 4      |
| 3                | Jan Polanc     | Lampre-Merida     | 4      |

| Premio Energy |                   |           |        |
| Plaats        | Naam              | Ploeg     | Punten |
| 1             | Giovanni Visconti | Movistar  | 4      |
| 2             | Joeri Trofimov    | Katjoesja | 4      |
| 3             | Sergej Lagoetin   | Katjoesja | 4      |

## Opgaves
Geen
1e etappe ·
2e etappe ·
3e etappe ·
4e etappe ·
5e etappe ·
6e etappe ·
7e etappe ·
8e etappe ·
9e etappe ·
10e etappe ·
11e etappe ·
12e etappe ·
13e etappe ·
14e etappe ·
15e etappe ·
16e etappe ·
17e etappe ·
18e etappe ·
19e etappe ·
20e etappe ·
21e etappe
Startlijst · Eindstanden · Afbeeldingen